# برایتنبرون (فالتس علیا)
برایتنبرون (به آلمانی: Breitenbrunn) یک منطقهٔ مسکونی در آلمان است که در نویمارکت واقع شده‌است.